# Mihail Moruzov
Mihail Moruzov (n. 16 septembrie 1887 în satul Zebil, comuna Sarichioi, județul Tulcea – d. 27 noiembrie 1940 asasinat de legionari în Masacrul de la Jilava), anti-fascist și anti-legionar, specialist în informații și contra-informații militare, a fost creatorul și directorul Serviciului Secret de Informații al Armatei Române (SSI) în perioada 1924-1940.

## Date biografice
Mihail Moruzov s-a născut la 8 noiembrie 1887, în satul Zebil, comuna Sarichioi, județul Tulcea, fiul preotului Nicolae Moruzov și al Mariei, dintr-o familie cu descendențe de cazaci zaporojeni refugiați în România. Bunicul său, Simion Moruzov, a fost, de asemenea, preot. Tatăl său, Nicolae Moruzov, a fost preot timp de 40 de ani la Biserica Rusească din Tulcea și a avut cinci băieți și două fete. Deoarece Moruzov a fost anti-legionar, aceștia i-au amplificat și exploatat originea pentru a-l prezenta ca un spion rus anti-român care trebuia să fie eliminat. Într-o declarație impusă în 20 noiembrie 1940, una dintre surorile sale, Pelaghia, s-a auto-declarat a fi „de origine rusă”.(citat în ) 
Prințul Mihail Sturdza - legionar și colaborator cu Horia Sima - avea să noteze - după o discuție cu amiralul Wilhelm Canaris, șeful serviciului de spionaj militar german, din data de 4 septembrie 1940:
„ Moruzov fusese unul din principalii călăi ai lui Carol, în recenta Sfânta Bartolomee Legionară. (21/22 septembrie 1939) Un fost comisar sovietic din Harkov, se refugiase în România, în 1920. Întrebuințat de Siguranța Româna, mai întâi ca simplu informator, pe urmă în funcțiuni mai importante, ajunsese a fi unul din intimii Elenei Lupescu și al lui Carol, care, spre uimirea tuturor, numise pe acest fost funcționar sovietic (de fapt nici nu era naturalizat român), ca șef al Serviciului de Informații al Armatei noastre. Moruzov era, deci, în România ceea ce Canaris era în Germania.”
Horia Sima, ultimul comandant al Gărzii de Fier, face și el aluzie la originea lui Moruzov în felul următor: "[F]ața lui lătăreață aproape turtită, dezvăluie o ascendență slavo-mongolă".
Eugen Cristescu, succesorul lui Moruzov la conducerea SSI, consemnează și el :
„Vorbea, din familie, limbele rusă și bulgară, dar nu cunoștea nici o limbă occidentală, ceea ce i-a produs mari dificultăți în relațiile de colaborare, sociale și de serviciu. Făcuse trei clase de liceu, dar nu citea nici o carte în afară de ziare, și pe acestea foarte superficial. Când avea nevoie de vreo relație de ordin cultural, se adresa vreunui specialist și învăța pe de rost.”
Numirea definitivă a lui Moruzov în fruntea SSI s-a tărăgănat pentru că el nu avea studiile superioare pe care le cerea postul. Inițial, Moruzov fusese plătit ca diurnist (angajat temporar).

### Viața personală
Mihail Moruzov s-a căsătorit și a divorțat de două ori. Prima soție a fost Maria Anton Văraru cu care a avut o fiică, Aurora-Florina Moruzov, care nu s-a căsătorit. Aurora-Florina povestește: La scurt timp după căsătoria părinților mei – Mihail Moruzov și Maria Anton –, mama a avut un accident de trăsură și a rămas paralizată. Atunci s-a înțeles cu tata să se despartă, pentru a nu-l încurca în meseria sa. În 1932, când eu aveam 7 ani, au divorțat legal. [...] Tata a murit când aveam eu 14 ani și jumătate. A doua soție a fost o profesoară de franceză din Silistra, Teodora Săndulescu, cu care nu a avut copii și de care a divorțat în 1938.

### Arestarea și asasinarea
Mihail Moruzov a fost arestat la 5 septembrie 1940 (cu câteva zile înaintea declarării formale a Statului Național-Legionar), din ordinul lui Ion Antonescu, devenit prim-ministru - despre care Moruzov deținea un dosar compromițător, care a dus și la un proces de bigamie - sub acuzația de ilegalități pe care acesta le ar fi comis cât timp a fost la conducerea SSI. În noaptea de 26/27 noiembrie, în timp ce se găsea sub stare de arest în Celula nr. 1, în Închisoarea Militară Jilava (amenajată în incinta Fortului nr. 13), Mihail Moruzov, împreună cu alți 63 de arestați, a fost asasinat de un grup de legionari  în „Masacrul de la Jilava”.

## Activitatea profesională

### 1918 – 1924
Generalul Ion Gheorghe, care în perioada 1934-1938 a fost atașat militar la Ankara, a avut ocazia să-l cunoască pe Moruzov, despre care consemnează: 
„Moruzov a început ca agent de informație de mâna a treia al Statului Major român. Obraznic și descurcăreț cum era, a reușit să dea marea lovitură după ani de activitate neimportantă: l-a informat pe Carol al II-lea despre anumiți politicieni români. Aceasta i-a adus postul de șef al Serviciul Secret român. L-am văzut cu prilejul unei serbări din Palatul Regal, în eleganta uniformă a Frontului Renașterii Naționale, după ce figura sa îmi atrăsese mai înainte atenția pe culoarele Statului Major, fiind îmbrăcat pe atunci în haine modeste.”
Serviciul de siguranță al Deltei a fost prima structură informativă și contrainformativă creată în 1917 de care se leagă strâns activitatea lui Mihail Moruzov. Structura respectivă apare menționată într-un raport al lui Moruzov, înaintat directorului Siguranței, datând din 18 iunie 1917.(citat în ) Denumirea serviciului apare într-un document din 25 septembrie 1917 drept "Echipa de Siguranță din Delta Dunării", iar la 31 ianuarie 1918 ca "Brigada de Siguranță din Delta Dunării".(citat în ) În raportul din 18 iunie 1917, Moruzov menționează și principalele probleme cu care se confrunta în zonă, respectiv : dezertorii români de naționalitate rusă, propaganda bulgărească și germană în rândurile armatei ruse și activitatea lui Prezanov, viceconsulul rus din Sulina.
Într-un raport datând din 1934, Mihail Moruzov enumeră câteva din succesele obținute în acea perioadă : capturarea colonelului german von Mayer, șeful serviciului de informații din Dobrogea și de pe țărmul Mării Negre, operațiune desfășurată la 75 km în spatele frontului inamic; arestarea a 156 spioni germani în zonă; împiedicarea inamicului să distrugă vreun depozit al armatei române; împiedicarea încheierii unui acord între Armata Roșie și armatele Puterilor Centrale pe frontul dobrogean prin pătrunderea lui Moruzov și a altor doi agenți în compunerea delegației ruse și informarea amiralului Ion Coandă despre intenția a două divizii ruse aflate pe frontul Salonicului de a se preda germanilor; salvarea unor ofițeri și soldați români din mâinile bolșevicilor, în sudul Basarabiei; dejucarea acțiunilor armatei ruse din aceeași zonă. Acțiunile enumerate nu au fost însă confirmate din surse independente, astfel că spre sfârșitul războiului, activitatea lui Moruzov a fost pusă sub semnul întrebării, instituindu-se o comisie de anchetă. 
În 1920 Moruzov a fost arestat, în baza mandatului cu nr. 2250/13 mai 1920, emis de judecătorul de instrucție al Tribunalului Constanța, "în virtutea art. 14 și 204, combinat cu art. 40 din Codul Penal".(citat în )
Constantin Maimuca avea să declare mai târziu: 
„Comandamentul francez a primit pe acea vreme o serie de informații care arătau că Moruzov ar fi fost spion în solda Consulatului țarist rus de la Galați și că, de asemenea, este spion bulgar. Că ar fi existat oarecari legături între el și consulul rus de la Galați reieșea si din unele rapoarte ale Brigăzii de siguranță din acel oraș către Direcția Generală a Poliției, pe care le-am găsit mai târziu în arhive și le-am copiat.”
Ulterior, pe când activa în cadrul Siguranței din Chișinău, Maimuca l-a suspectat și el că lucra pentru ruși, la fel și prințul Mihail Sturdza. Ancheta nu a reușit să dovedească însă nimic. 
Arestarea și ancheta ce a urmat s-a datorat se pare conflictului cu noul director al Siguranței statului, Romulus Voinescu, care-l suspecta de spionaj, ca și de o serie de afaceri dubioase, printre care și contrabanda făcută la Gurile Dunării și în Basarabia, cu schimbul rublelor în lei.

### Înființarea SSI
Imediat după terminarea primului război mondial, s-a pus problema reorganizării unui serviciu de informații și contrainformații în cadrul Marelui Stat Major, un serviciu secret, paralel, cu angajați civili. După unele documente, la propunerea generalului Dragu, după altele, la cea a amiralului Coandă, în 1924 (sau 1925) în fruntea Serviciului Secret (cum se numise până atunci) a fost numit Mihail Moruzov. Inițial, și SSI a avut două secții, analog serviciului de informații al armatei : de informații și contrainformații. În 1928, lui Moruzov i s-a cerut să elaboreze un proiect de reorganizare, care să aducă serviciul la nivelul echivalentelor sale din S.U.A., Franța sau Anglia. După cum ne informează colonelul Gheorghe Petrescu, Moruzov a alcătuit un proiect de reorganizare a tuturor serviciilor de informații, concentrându-le sub o singură direcțiune generală la Președinția Consiliului de Miniștri. Deja, în 1928, SSI se mărise considerabil, având un secretariat general, mai multe secții și o organizare importantă în teritoriu. Deși continua să funcționeze sub tutela - nominală - a Marelui Stat Major, structural și operațional SSI devenise altceva. Principalul pericol venea acum dinspre est. CEKA, apoi OGPU, și în fine, NKVD nu neglijaseră spațiul românesc.
După reorganizarea serviciului, și după reconfirmarea lui Mihail Moruzov pe post, acesta, având o poziție extrem de șubredă, datorită lipsei studiilor, dar și a relațiilor în înalta societate, s-a amestecat tot mai mult în politică. 
„Menținerea lui Moruzov în serviciu era o permanentă luptă, pe care o purta în cadrul armatei, până când a putut prinde momentul favorabil de a se introduce la Palat și a se impune de acolo. Din acest moment, preocuparea lui principală nu a fost nici activitatea Secției contrainformații, nici activitatea pe teren, ci acele cancanuri politice prin care să-și lovească dușmanii și să-și înalțe în rang sprijinitorii.”

### În slujba "Camarilei"
Prin tot felul de acțiuni informative, cum a fost complotul colonelului "Precup" sau ostilitatea față de "palat" a lui Barbu Știrbey, Moruzov a reușit să câștige încrederea lui Carol al II-lea și a principalului său colaborator, Ernest Urdăreanu, mareșalul Palatului. Așa a fost trimiterea lui Eugen Cristescu la Paris pentru recuperarea unor fotografii în care Elena Lupescu apărea dezbrăcată(citat în ), sau pentru înscenarea unui proces de "bigamie" gen. Ion Antonescu. Moruzov trimitea informațiile solicitate direct la Palat, în cea mai mare taină. Mulți din colaboratorii lui Moruzov, îi vor atribui acestuia ulterior un mare rol în politica de slăbire a partidelor istorice pusă la cale de Carol al II-lea, șeful SSI devenind atotputernic în politica internă.
Singurul document, prin care se poate proba, deocamdată, influența, dar și oportunismul lui Mihail Moruzov față de regele Carol al II-lea, este Raportul întocmit la 7 februarie 1938, prin care propune instaurarea temporară a unui regim autoritar, în scopul de a se însănătoși prin măsuri energice "puterea morală a țării și spiritul de disciplină al fiilor ei". Documentul are, pe prima filă, ordinele rezolutive și semnăturile olografe ale șefului M.StM., generalul Ștefan Ionescu, și a ministrului Apărării Naționale, generalul Ion Antonescu, ceea ce dezvăluie o anumită abilitate din partea șefului Serviciului Secret de a ști să acopere unele luări de poziție importante, prin care și-a consolidat rangul de înalt demnitar al statului.(citat în ) Nu se știe când a ajuns acest raport pe masa de lucru a monarhului. În 9 februarie, de comun acord cu Armand Călinescu, Gheorghe Tătărescu și Ernest Urdăreanu, Carol al II-lea a decis să instituie dictatura personală.
"Angajându-se în jocurile politice, Moruzov a angajat și serviciul din subordinea sa. Consecințele au fost dezastruoase pentru el, dar și pentru serviciu și în final pentru țară".

### În slujba țării
În ciuda tuturor acestor acțiuni, departe de tot de obiectivele unui serviciu de informații al armatei, lui Mihail Moruzov nu i se pot nega meritele în domeniul organizării serviciului și a activității pur informative. Bunăoară, agenția de la Târgu Mureș a rămas nedescoperită pe tot timpul ocupației maghiare și mai trimitea informații și la începutul anilor ‘50. De asemenea, nu pot fi contestate eforturile sale în domeniul dotării serviciului cu mijloace de supraveghere și urmărire. Cu toate acestea, odată ce activitatea principală a serviciului fusese deturnată în folosul jocurilor de putere ale "Camarilei", informațiile furnizate de serviciu, unele de importanță capitală pentru viitorul țării, fie n-au fost apreciate la justa lor valoare, fie au fost de-a dreptul date deoparte. Bunăoară, la 30 iunie 1940 - deci după pierderea Basarabiei, a nordului Bucovinei și a Ținutului Herța - un raport SSI consemna un mesaj clar pe care germanii se pregăteau să îl adreseze lui Carol al II-lea : "a sosit momentul decisiv : sau se ajunge la o alianță efectivă cu Germania, sau partida integrității României este definitiv pierdută".(citat în )
Iată ce declara colonelul Gheorghe Petrescu celor ce anchetau "cazul Moruzov", după arestarea acestuia: 
„La sfârșitul lunii iunie, prin buletinul lunar, anunț în mod hotărât că am informații absolut precise că România va fi chemată în curând la masa verde pentru a fi deposedată de o parte din teritoriile alipite, că Italia va sprijini la maximum pe unguri și că ni se cere un sacrificiu enorm, că Germania, deși contra voinței și ideilor ei, va satisface Italia, fiind angajată la această satisfacere prin însăși condițiunile de intrare în război a Italiei. Rezultatul: primesc o comunicare că prin buletinul meu am indispus atât Marele Stat Major, cât și Palatul și că situația mea este subredă.”
(citat în )
În 1939, în contextul presiunilor tot mai evidente ale Uniunii Sovietice, la jumătatea lunii iunie, maiorul Ionescu Micandru, este trimis să ia contact cu Abwehr-ul pentru a reînnoda, fără altă pregătire prealabilă, firul colaborării pe linia schimbului de informații privind Armata Roșie și propaganda Cominternului. Eugen Cristescu, urmașul lui Moruzov în fruntea SSI, declara, după război, că acțiunea i-ar fi fost tăinuită până și lui Armand Călinescu, în acel moment prim-ministrul țării, dar că s-ar fi făcut cu știrea lui Ernest Urdăreanu, mareșalul Palatului.

## Jocul dublu al lui Mihail Moruzov
În zilele care au precedat izbucnirea celui de-al doilea război mondial, România își declarase în mod oficial neutralitatea, printr-un comunicat dat în 6 septembrie 1939, publicat în Monitorul oficial, nr. 206, din 7 septembrie 1939. Cu toate acestea, regele Carol al II-lea și primul ministru, Armand Călinescu nu intenționau câtuși de puțin să respecte această neutralitate. Marea Britanie propusese guvernului român, preventiv, încă din primăvara lui 1939, aruncarea în aer a instalațiilor petroliere și blocarea cursului navigabil al Dunării, suveranul fiind de acord, cu condiția ca Anglia să acorde despăgubiri. Se prevăzuse de asemenea, distrugerea Portului Constanța. În consecință, serviciile secrete engleze au trimis o echipă de specialiști în sabotaje, condusă de maiorul John Holland. Lucrurile vor fi clare pentru germani, un an mai târziu, în timpul campaniei din Franța, când în cursul bătăliei decisive, în localitatea La-Charité-sur-Loire, soldații germani au capturat o bună parte din arhiva serviciilor secrete franceze. Analiza documentelor găsite a permis germanilor să afle toate detaliile operațiunii. Din documentele capturate a rezultat concursul acordat serviciilor secrete britanice și franceze de către autoritățile românești pentru distrugerea câmpurilor petrolifere de pe Valea Prahovei. Documentele găsite probau indubitabil colaborarea lui Mihail Moruzov, șeful SSI, cu Deuxième Bureau și cu Intelligence Service, deși în iarna lui 1939-40, acesta colaborase relativ bine cu Abwehr-ul pentru contracararea acțiunilor sabotorilor britanici. Jocul dublu al lui Moruzov nu putea avea loc fără acordul lui Armand Călinescu și al regelui, pecetluind soarta acestuia.
La 8 septembrie 1940, amiralul Wilhelm Canaris a venit la București și a luat legătura direct cu generalul Ion Antonescu, perfectând căile de continuare a colaborării între Abwehr și SSI, în secret și peste capul lui Moruzov. Acest aspect rezultă din nota de convorbire dintre Canaris și  Antonescu, întocmită de colonelul N. Vlădescu, cel care-l înlocuia temporar pe Moruzov la comanda SSI.(citat în )

## Poziția față de Mișcarea Legionară
Același joc dublu, influențat direct de interesele de putere ale "Camarilei", va fi practicat de Mihail Moruzov în relațiile cu Mișcarea Legionară. Eugen Cristescu, cel care îi va urma la conducerea SSI, explică :
„ În perioada de represiune a mișcării legionare, 1938-1939, aceștia (agenții SSI), la îndemnul lui Moruzov, care urmărea să capteze grațiile lui Călinescu, întrebuințează violența sub toate formele, ajungând până la suprimarea mai multor conducători legionari sub acoperirea "evadării de sub escortă" sau a "sinuciderii prin strangulare". Încercând să-și repare situația la legionari și să-i aibă oricând la îndemână pentru combinațiile politice aranjate cu Urdăreanu, mobilizează pe loc la Serviciul secret un grup de comandanți legionari, în frunte cu Horia Sima. Actele de mobilizare pe loc le-am găsit în arhivele serviciului și au fost publicate. Ele aveau ca scop să-i pună la adăpost de chemare la unități în caz de mobilizare.(citat în ) Lista primului lot fusese întocmită chiar de Horia Sima, căci de pe dânsa lipsea numele lui Radu Mironovici, pretendent legitim la conducerea mișcării. Iată cum, același Moruzov, mâncător de legionari, îi îmbrățișează și le face diverse servicii importante, din oportunism și joc politic. Același Moruzov, care, prin rapoartele întocmite asupra legăturilor lui Antonescu cu legionarii determinase palatul să-l interneze pe acesta în lagăr, întreține el însuși relații cu legionarii.”
 (p.31)
   

## Arestarea și asasinarea lui Moruzov
În data de 3 septembrie 1940, Mihail Moruzov a avut la Veneția o discuție cu Wilhelm Canaris, șeful Abwehr-ului, despre concentrările de forțe sovietice la granița cu România, siguranța zonelor petroliere și activitatea comunistă. Omologul italian al celor doi, gen. Giacomo Carboni, a participat doar în calitate de gazdă, la o întâlnire protocolară. Discuțiile au continuat și a doua zi, în 4 septembrie 1940, Mihail Moruzov plecând spre țară la ora 17,17, însoțit de lt.-col. C. Gh. Ionescu Micandru, unde a sosit în ziua următoare, la orele 23,00.(citat în )(Raportul lt.-col. Ionescu Micandru) În gara Pitești, cei doi, Mihail Moruzov și lt.-col. Ionescu Micandru, au fost întâmpinați de adjunctul directorului S.S.I., Niky Ștefănescu, însoțit de un anume Șerbu, pentru a-l lua cu o mașină pe șeful lor. Acesta a refuzat, după care tot restul drumului până la București, s-a retras în compartimentul vagonului de dormit pentru a discuta cu Ștefănescu. Odată ajunși în Gara de Nord, Micandru s-a despărțit de cei doi, care au plecat împreună. În timp ce Moruzov se găsea la Veneția, la ordinul acestuia, Niky Ștefănescu distrusese toate dosarele care probau implicarea ilegală a S.S.I. în jocurile politice ale „Camarilei”, astfel că la percheziția efectuată în data de 10 septembrie 1940, inspectorul de siguranță Constantin Maimuca, nu a mai găsit nici un dosar., citat în  În aceeași noapte, Mihail Moruzov, împreună cu adjunctul său, au fost arestați de o echipă formată din ofițeri din Statul Major al armatei, și pus ulterior în arest preventiv în Celula nr. 1 a  închisorii militare Jilava. În noaptea de 26-27 noiembrie 1940, Mihail Moruzov a fost asasinat de un comando legionar, împreună cu adjunctul său, Nicu Ștefănescu, și cu alte 62 de persoane, dintre care 4 foști demnitari. Legionarii îl acuzau pe acesta, pentru că, în calitate de șef direct al lui Nicu (zis Niky) Ștefănescu, adjunctul său, era responsabil pentru anchetele derulate sub tortură ale acestuia, prin care urmărea să „smulgă mărturisiri” legionarilor arestați. De asemenea contribuise direct la elaborarea listei celor 105 căpetenii legionare ce fuseseră asasinate în 21/22 septembrie 1939, în cadrul operațiunii de represalii ordonate de către Carol al II-lea în urma asasinării lui Armand Călinescu.
Mandatul de arestare fusese emis la cererea lui Ion Antonescu - devenit în 6 septembrie 1940 prim ministru - 
Pe lângă faptul că distrusese documente de arhivă, Moruzov mai era acuzat și de abateri grave de la regulamentul SSI, deoarece întocmise un „dosar compromițător” despre doamna Lița Baranga, mama lui Ion Antonescu, în vârstă de 82 de ani în 1940, și-i „regizase” acestuia un proces de „bigamie”, proces câștigat de general. Adversar ireductibil al activităților ilegale ale lui Moruzov, instigate de Carol al II-lea, Antonescu strângea de peste un deceniu dovezi asupra conspirațiilor politice ale acestuia în cadrul SSI. 
Dintre cele 64 de victime, Mihail Moruzov a fost singurul care nu a fost împușcat în cap, decesul acestuia datorându-se rănilor produse de mai multe gloanțe care l-au lovit în gât.

## Speculații privind asasinarea lui Mihail Moruzov
Majoritatea speculațiilor privind asasinarea lui Moruzov privesc relațiile acestuia cu Ion Antonescu și cu Horia Sima. Se afirmă că Moruzov deținea unul sau mai multe dosare compromițătoare privindu-i pe Antonescu, acuzat de bigamie, pentru care obținuse câștig de cauză în instanță (fusese reprezentat de avocatul și colaboratorul politic ulterior, Mihai Antonescu) și pe mama lui, Lița Baranga, octogenară la acea dată. Antonescu avea astfel toate motivele să-l elimine pe Moruzov.
În ceea ce-l privește pe Horia Sima - conform afirmației făcută de Gheorghe Cristescu, unul din șefii SSI - a fost spionul lui Moruzov, plătit cu 200.000 de lei lunar (70 de salarii medii). Afirmația apare de asemenea în biografia lui Moruzov, citată fără a indica sursa. Această chestiune este lămurită însă mai departe, de această dată in extenso, pe baza documentelor de arhivă. Relațiile lui Horia Sima cu SSI, datează din primăvara lui 1940, atunci când Sima, arestat fiind, a fost contactat de Moruzov din însărcinarea lui Ernest Urdăreanu, pentru a încerca o mediere care să pună capăt conflictului sângeros dintre Carol al II-lea și Mișcarea Legionară. Chestiunea este cuprinsă în referatul din 31 august 1940, întocmit de Moruzov, prin care acesta solicita Ministerului Apărării Naționale, elucidarea situației militare a 12 căpetenii legionare (convocate deja la unitățile militare), cap de listă fiind Horia Sima, pentru a putea fi detașate la SSI. Se recomanda de asemenea punerea acestuia în libertate, iar cele 12 căpetenii legionare se obligau să facă propagandă cu formula „Credință pentru Rege și în slujba intereselor țării”, scopul fiind culegerea de informații privind activitatea „comunistă, teroristă și iredentistă”. După doar 7 zile de la încheierea convenției cu Moruzov, regele a fost forțat de Antonescu să abdice, și convenția lui Sima cu Moruzov,  anulată. Horia Sima vorbește și el despre această înțelegere menită să-i asigure libertatea de mișcare în organizarea loviturii de stat de la 6 septembrie 1940.
Ștefan Palaghiță, un dizident legionar „codrenist” a lansat ipoteza că Moruzov, împreună cu Carol al II-lea și cu Horia Sima au planificat asasinarea lui Armand Călinescu (21 septembrie 1939) , ipoteză exploatată ulterior de către istoriografia comunistă. În realitate, atentatul contra primului ministru a demonstrat tocmai ineficiența serviciului român de informații condus de    Moruzov. Ulterior, Horia Sima apare în evidențele SSI în februarie 1939, ca dat în urmărire generală, fotografia sa fiind distribuită sub consemn la frontieră.(citat în )
Jurnalistul Mihai Pelin, într-un articol apărut pe blogul personal, reluat în presă, afirmă că Horia Sima a  fugit în Germania, pentru a face spionaj în slujba lui Moruzov. Istoricul Armin Heinen, care a făcut cercetări zeci de ani în arhivele naziste, pe urmele legăturilor dintre naziști și Mișcarea Legionară a susținut că aceste legături au fost cvasi-inexistente. În Germania, atât Horia Sima, cât și ceilalți legionari, aveau statutul de refugiați politici
Altă afirmație a fost făcută de fiica lui Moruzov, Aurora Florina, care într-un interviu afirmă că tatăl ei nu ar fi fost asasinat de legionari, ci de soldați, din ordinul lui Ion Antonescu, afirmând că a văzut răni produse de baionetă pe cadavrul tatălui ei (11 răni de glonț și 5 lovituri de baionetă), chestiune contrazisă de certificatul medico-legal. La fel și afirmația făcută de aceeași Aurora Florina Moruzov, conform căreia șeful Abwehr-ului ar fi venit la București pentru a-l salva pe tatăl ei, afirmație contrazisă categoric de stenograma convorbirii cu Antonescu.